# Dinastía Zhou Tardía
La Dinastía Zhou Tardía ( /dʒoʊ/; en chino tradicional, 後周; en chino simplificado, 后周; pinyin, Hòu Zhōu) fue la última de una sucesión de cinco dinastías que controlaron la mayor parte de la China del Norte durante la época denominada precisamente de las Cinco Dinastías, período que duró del 907 al 960, entre la Dinastía Tang y la Dinastía Song.

## Fundación de la dinastía
Guo Wei, un miembro de la etnia han, ejerció como comisionado militar adjunto en la corte de la dinastía Han Tardía, un régimen gobernado por Shatuo Turks. Liu Chengyou llegó al trono como el que sería el último emperador Han en 948, después de la muerte del emperador fundador Gaozu. Guo Wei lideró un golpe exitoso contra el emperador adolescente y luego se declaró emperador del nuevo Zhou Tardío, el día de Año Nuevo de 951.

## Regla de Guo Wei
Guo Wei, conocido póstumamente como Emperor Taizu del Zhou Tardío, fue el primer gobernante de la etnia han del norte de China desde 923. Se le ha considerado un líder capaz que intentó reformas diseñadas para aliviar las cargas que soportana el campesinado. Su gobierno fue vigoroso y bien organizado. Sin embargo, también fue un reinado corto. Su muerte por enfermedad en 954 puso fin a su reinado de tres años. Su hijo adoptivo Chai Rong (también llamado Guo Rong) le sucedería en el trono.

## Regla de Guo Rong
Guo Rong, conocido póstumamente como el  Emperador Shizong del Zhou Tardío, era el hijo adoptivo de Guo Wei. Nacido como Chai Rong, era hijo del hermano mayor de su esposa. Ascendió al trono tras la muerte de su padre adoptivo en 954. Su reinado también fue efectivo y pudo hacer algunos avances en el sur con victorias contra los Tang del Sur en 956. Sin embargo, los esfuerzos en el norte para desalojar a los Han del Norte, mientras que inicialmente prometedores, fueron ineficaces. Murió prematuramente en 959 a causa de una enfermedad mientras estaba en campaña.

## Caída de la Dinastía Zhou Tardía
Tras su muerte, Guo Rong fue sucedido por su hijo de siete años de edad Chai Zongxun. Poco después, Song Taizu usurpó el trono y se declaró Gran Emperador de la Dinastía Song, una dinastía que finalmente reuniría a China, poniendo bajo su control a todos los estados del sur, así como a los Han del Norte en 979.

## Reglas
| Nombres del templo (nombre de templo 廟號) | Nombres póstumos (nombre póstumo 諡號)                                     | Nombres personales  | Periodo de reinado | Nombres de las eras (nombre de las eras chinas 年號) y sus correspondientes rangos de años |
| ------------------------------------------ | -------------------------------------------------------------------------- | ------------------- | ------------------ | ------------------------------------------------------------------------------------------ |
| Tàizŭ (太祖)                               | Demasiado prolijo, por lo tanto, no se usa para referirse a este soberano. | 郭威 Guō Weī        | 951–954            | Guǎngshun (廣順) 951–954 Xiǎndé (顯德) 954                                                 |
| Shìzōng (世宗)                             | Demasiado prolijo, por lo tanto, no se usa para referirse a este soberano. | 柴榮 Chái Róng      | 954–959            | Xiǎndé (顯德) 954–959                                                                      |
| No existe                                  | 恭帝 Gōngdì                                                                | 柴宗訓 Chái Zōngxùn | 959–960            | Xiǎndé (顯德) 959–960                                                                      |

## Árbol genealógico de los Emperadores Zhou Tardíos
| \| \| \| \| \| Mr. Chai 柴翁 \| \| \| \| \| \| \| \| \| \| \| \| \| \| \| \| \| \| \| \| \| \| \| \| \| \| \| \| \| \| \| \| \| \| \| \| \| \| \| \| \| \| \| \| \| \| \| \| \| \| \| \| \| \| \| \| \| \| \| \| \| \| \| \| \| Chai Shouli 柴守礼 896–967 \| Chai Shouli 柴守礼 896–967 \| Chai Shouli 柴守礼 896–967 \| Chai Shouli 柴守礼 896–967 \| Chai Shouli 柴守礼 896–967 \| Chai Shouli 柴守礼 896–967 \| \| \| Emperatriz Shengmu 圣穆皇后 \| Emperatriz Shengmu 圣穆皇后 \| Emperatriz Shengmu 圣穆皇后 \| Emperatriz Shengmu 圣穆皇后 \| Emperatriz Shengmu 圣穆皇后 \| Emperatriz Shengmu 圣穆皇后 \| \| \| Guo Wei 郭威 904–954 Taizu 太祖 951–954 \| Guo Wei 郭威 904–954 Taizu 太祖 951–954 \| Guo Wei 郭威 904–954 Taizu 太祖 951–954 \| Guo Wei 郭威 904–954 Taizu 太祖 951–954 \| Guo Wei 郭威 904–954 Taizu 太祖 951–954 \| Guo Wei 郭威 904–954 Taizu 太祖 951–954 \| \| Chai Shouli 柴守礼 896–967 \| Chai Shouli 柴守礼 896–967 \| Chai Shouli 柴守礼 896–967 \| Chai Shouli 柴守礼 896–967 \| Chai Shouli 柴守礼 896–967 \| Chai Shouli 柴守礼 896–967 \| \| \| Emperatriz Shengmu 圣穆皇后 \| Emperatriz Shengmu 圣穆皇后 \| Emperatriz Shengmu 圣穆皇后 \| Emperatriz Shengmu 圣穆皇后 \| Emperatriz Shengmu 圣穆皇后 \| Emperatriz Shengmu 圣穆皇后 \| \| \| Guo Wei 郭威 904–954 Taizu 太祖 951–954 \| Guo Wei 郭威 904–954 Taizu 太祖 951–954 \| Guo Wei 郭威 904–954 Taizu 太祖 951–954 \| Guo Wei 郭威 904–954 Taizu 太祖 951–954 \| Guo Wei 郭威 904–954 Taizu 太祖 951–954 \| Guo Wei 郭威 904–954 Taizu 太祖 951–954 \| \| \| \| \| \| \| \| \| \| \| \| \| \| \| \| \| \| \| \| \| \| \| \| \| \| \| \| \| \| \| \| \| \| \| \| \| \| \| \| \| \| \| \| \| \| \| \| Chai Rong 柴榮 921–959 Shizong 世宗 954–959 \| \| \| \| \| \| \| \| \| \| \| \| \| \| \| \| \| \| \| \| \| \| \| \| \| \| \| \| \| \| \| \| \| \| \| \| \| \| \| \| \| \| \| \| \| \| Chai Zongxun 柴宗训 953–973 Gongdi 恭帝 959–960 \| \| \| \| \| \| \| \| \| \| \| \| \| \| \| \| \| \| \| \| \| \| |                            |                            |                            |                            |                            |  |  |                             |                             |                             |                             |                             |                             |  |  |                                         |                                         |                                         |                                         |                                         |                                         |
| |                            |                            |                            | Mr. Chai 柴翁              |                            |  |  |                             |                             |                             |                             |                             |                             |  |  |                                         |                                         |                                         |                                         |                                         |                                         |
| |                            |                            |                            |                            |                            |  |  |                             |                             |                             |                             |                             |                             |  |  |                                         |                                         |                                         |                                         |                                         |                                         |
| |                            |                            |                            |                            |                            |  |  |                             |                             |                             |                             |                             |                             |  |  |                                         |                                         |                                         |                                         |                                         |                                         |
| Chai Shouli 柴守礼 896–967 | Chai Shouli 柴守礼 896–967 | Chai Shouli 柴守礼 896–967 | Chai Shouli 柴守礼 896–967 | Chai Shouli 柴守礼 896–967 | Chai Shouli 柴守礼 896–967 |  |  | Emperatriz Shengmu 圣穆皇后 | Emperatriz Shengmu 圣穆皇后 | Emperatriz Shengmu 圣穆皇后 | Emperatriz Shengmu 圣穆皇后 | Emperatriz Shengmu 圣穆皇后 | Emperatriz Shengmu 圣穆皇后 |  |  | Guo Wei 郭威 904–954 Taizu 太祖 951–954 | Guo Wei 郭威 904–954 Taizu 太祖 951–954 | Guo Wei 郭威 904–954 Taizu 太祖 951–954 | Guo Wei 郭威 904–954 Taizu 太祖 951–954 | Guo Wei 郭威 904–954 Taizu 太祖 951–954 | Guo Wei 郭威 904–954 Taizu 太祖 951–954 |
| Chai Shouli 柴守礼 896–967 | Chai Shouli 柴守礼 896–967 | Chai Shouli 柴守礼 896–967 | Chai Shouli 柴守礼 896–967 | Chai Shouli 柴守礼 896–967 | Chai Shouli 柴守礼 896–967 |  |  | Emperatriz Shengmu 圣穆皇后 | Emperatriz Shengmu 圣穆皇后 | Emperatriz Shengmu 圣穆皇后 | Emperatriz Shengmu 圣穆皇后 | Emperatriz Shengmu 圣穆皇后 | Emperatriz Shengmu 圣穆皇后 |  |  | Guo Wei 郭威 904–954 Taizu 太祖 951–954 | Guo Wei 郭威 904–954 Taizu 太祖 951–954 | Guo Wei 郭威 904–954 Taizu 太祖 951–954 | Guo Wei 郭威 904–954 Taizu 太祖 951–954 | Guo Wei 郭威 904–954 Taizu 太祖 951–954 | Guo Wei 郭威 904–954 Taizu 太祖 951–954 |
| |                            |                            |                            |                            |                            |  |  |                             |                             |                             |                             |                             |                             |  |  |                                         |                                         |                                         |                                         |                                         |                                         |
| |                            |                            |                            |                            |                            |  |  |                             |                             |                             |                             |                             |                             |  |  |                                         |                                         |                                         |                                         |                                         |                                         |
| Chai Rong 柴榮 921–959 Shizong 世宗 954–959 |                            |                            |                            |                            |                            |  |  |                             |                             |                             |                             |                             |                             |  |  |                                         |                                         |                                         |                                         |                                         |                                         |
| |                            |                            |                            |                            |                            |  |  |                             |                             |                             |                             |                             |                             |  |  |                                         |                                         |                                         |                                         |                                         |                                         |
| Chai Zongxun 柴宗训 953–973 Gongdi 恭帝 959–960 |                            |                            |                            |                            |                            |  |  |                             |                             |                             |                             |                             |                             |  |  |                                         |                                         |                                         |                                         |                                         |                                         |

## Monedas

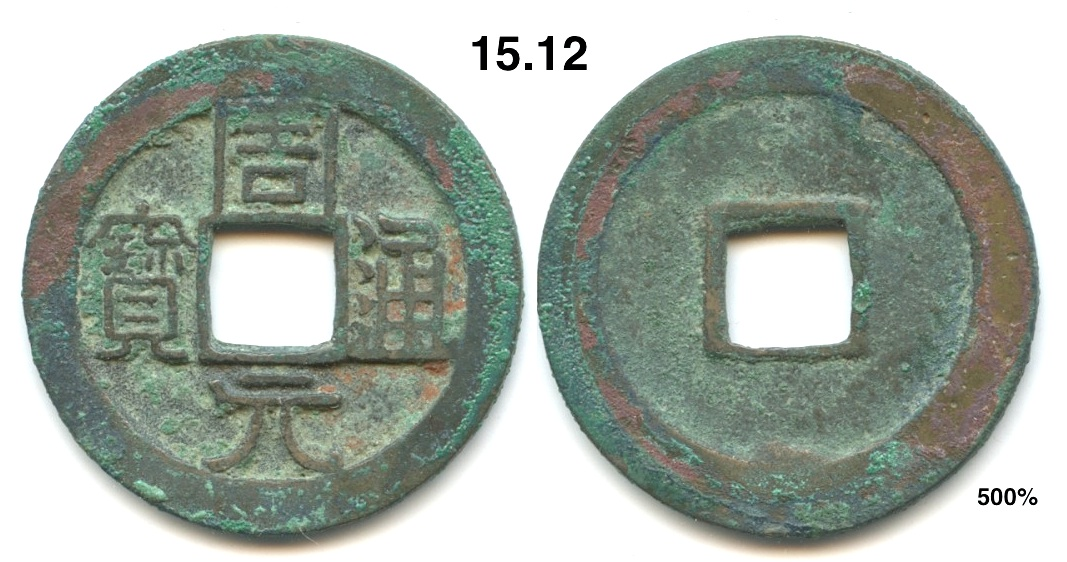
Una moneda cash Zhouyuan Tongbao (周元通寶)

La única serie de monedas cash atribuida al período Zhou Posterior son las monedas Zhouyuan Tongbao (en chino tradicional, 周元通寶; en chino simplificado, 周元通宝) que fueron emitidas por el emperador Shizong desde el año 955 (Xiande 2). A veces se dice que el emperador Shizong emitió monedas en efectivo con la inscripción Guangshun Yuanbao (en chino tradicional, 廣順元寶; en chino simplificado, 广顺元宝) durante su Guangshun, es decir, su periodo como emperador (951–953). Sin embargo, no se sabe que existan monedas auténticas con esta inscripción.
El patrón del Zhouyuan Tongbao se basa en el de las monedas denominadas Kaiyuan Tongbao. Fueron acuñadas empleando el bronce procedente de fundir las estatuas de 3336 templos budistas, y de la orden dada a los ciudadanos para que entregaran al gobierno todos sus utensilios de bronce (con la notable excepción de los espejos). Shizong también ordenó que una flota de juncos fuera a Corea para intercambiar seda por cobre, que se usaría para fabricar monedas. Cuando se le criticaron estos hechos, el Emperador pronunció un comentario críptico en el sentido de que a Buda no le hubiera importado este sacrificio. Se dice que el propio Emperador supervisó la fundición en los muchos grandes hornos instalados en la parte trasera del palacio. A las monedas se les atribuyeron "poderes mágicos" porque se hicieron a partir de estatuas budistas, y se decía que eran particularmente efectivas en la partería, de ahí las muchas imitaciones posteriores que se consideraron una forma de amuletos. Entre estos poderes asignados se dice que las monedas Zhouyuan Tongbao podían curar la malaria y ayudar a las mujeres que atravesaban un parto difícil. Los amuletos numismáticos chinos basados en estas monedas a menudo representan un dragón y un fenghuang como una pareja en el reverso, simbolizando un matrimonio armonioso o el Emperador y la Emperatriz. Otras imágenes en los amuletos de Zhouyuan Tongbao incluyen representaciones de Buda, los animales del zodiaco chino y otros objetos para atraer buenos auspicios.